# Heinz Kappes
Heinz Kappes (* 30. November 1893 in Fahrenbach; † 1. Mai 1988 in Stuttgart) war evangelischer Pfarrer und Quäker, Übersetzer und religiöser Sozialist.

## Leben
Der Sohn eines evangelischen Pfarrers absolvierte ein Studium der Theologie und Orientalistik an den Universitäten Tübingen, Berlin und Heidelberg. Während des Ersten Weltkrieges Freiwilliger, absolvierte er von 1919 bis 1920 ein Vikariat und war danach Pastor der Badischen Landeskirche (deren Synode er von 1926 bis 1933 angehörte), hier war er in Karlsruhe in der Sozial- und Jugendarbeit tätig. Kappes schloss sich 1922 den Religiösen Sozialisten und 1924 zusätzlich der SPD an, welche er von 1930 bis 1933 im Karlsruher Stadtrat vertrat.
Während der Zeit des Nationalsozialismus wurde Kappes 1933 zunächst strafversetzt, dann vom Pfarramt entbunden und aus Baden ausgewiesen, woraufhin er 1934 nach Palästina emigrierte. Vor seiner Emigration hatte er noch Gelegenheit für einen kurzen Aufenthalt im Rest Home Falkenstein. 
In Palästina blieb Kappes bis 1948 und war in der Friedensarbeit zwischen Arabern und Juden tätig. Dabei kam er auch mit amerikanischen und britischen Quäkern in Kontakt, welchen er sich anschloss. Beruflich war er zunächst als Deutschlehrer tätig und darauf folgend von 1940 bis 1948 bei der British Food Control angestellt.
1948 kehrte er nach Karlsruhe zurück, wurde von der Landeskirche rehabilitiert und arbeitete zunächst als Religionslehrer; ab 1952 war er als Dozent am Diakoniewissenschaftlichen Institut der Universität Heidelberg tätig. 1949 zählte er zu den Mitbegründern der Gesellschaften für Christlich-Jüdische Zusammenarbeit. Er war Gründungsmitglied des Rotary Club Karlsruhe. Im Jahre 2000 stiftete der Rotary Club Karlsruhe-Fächerstadt, einen nach ihm benannten Preis für den beispielhaften Einsatz junger Menschen.
Während eines USA-Aufenthalts kam er 1950 in Berührung mit den Anonymen Alkoholikern (AA) und begann, unter anderem durch Übersetzungen, deren Ideen in Deutschland bekannt zu machen. Nach seiner Pensionierung 1959 übersetzte er u. a. die Werke Sri Aurobindos sowie grundlegende Schriften der AA und EA aus dem Englischen. In dem Hauptwerk der AA, dem Buch Anonyme Alkoholiker (auch „Das Blaue Buch“ genannt, wegen seines blauen Einbandes), wird er namentlich als der Übersetzer der ersten deutschen Auflage genannt. Bis heute ist seine Lebensgeschichte unter dem Titel Gott, wie ich Ihn verstehe das Schlusswort der deutschen Ausgabe. In seiner Lebensgeschichte erwähnt er sein Quäkertum nur kurz auf der ersten Seite.